# Pescara Calcio 2006-2007
Questa pagina raccoglie le informazioni riguardanti il Pescara Calcio nelle competizioni ufficiali della stagione 2006-2007.

## Stagione
Nella stagione 2006-2007 il Pescara disputa il campionato di Serie B, raccoglie 24 punti con l'ultimo posto della classifica, retrocedendo in Serie C1. Alla quarta stagione consecutiva nella serie cadetta, il Pescara impatta con un campionato di Serie B ricco di squadre blasonate, dalla Juventus al Napoli, dal Bologna al Genoa, ma con un organico che non si è dimostrato all'altezza della situazione. Chiuso all'ultimo posto con 13 punti il girone di andata, nel girone di ritorno ha saputo far di peggio, retrocedendo con molto anticipo in Serie C1, con la difesa più bucata del torneo, 77 le reti subite in 42 partite. Sono stati tre i tecnici che si sono alternati alla sua guida, senza riuscire a mantenere la categoria. Nella Coppa Italia i biancoazzurri hanno superato il Pavia nel primo turno, poi nel secondo turno sono usciti dal torneo, superati dall'Atalanta.

## Rosa
| N. |                      | Ruolo | Calciatore                |
| -- | -------------------- | ----- | ------------------------- |
| 1  | Italia (bandiera)    | P     | Vitangelo Spadavecchia    |
| 3  | Italia (bandiera)    | D     | Alessandro Zoppetti       |
| 4  | Italia (bandiera)    | D     | Daniele Delli Carri       |
| 5  | Argentina (bandiera) | D     | Damián Giménez            |
| 6  | Italia (bandiera)    | C     | Daniele Cinelli           |
| 7  | Italia (bandiera)    | C     | Daniele Croce             |
| 7  | Italia (bandiera)    | C     | Filippo Antonelli Agomeri |
| 8  | Italia (bandiera)    | C     | Andrea De Falco           |
| 9  | Italia (bandiera)    | A     | Marco Ferrante            |
| 10 | Italia (bandiera)    | C     | Marco Rigoni              |
| 11 | Italia (bandiera)    | C     | Damiano Moscardi          |
| 13 | Italia (bandiera)    | D     | Nicola Mora               |
| 14 | Italia (bandiera)    | C     | Luca Tognozzi             |
| 14 | Italia (bandiera)    | A     | Carmine Gautieri          |
| 15 | Italia (bandiera)    | C     | Andrea Carozza            |
| 16 | Italia (bandiera)    | D     | Antonio Aquilanti         |
| 17 | Italia (bandiera)    | A     | Marco Martini             |
| 18 | Italia (bandiera)    | D     | Natale Gonnella           |
| 19 | Italia (bandiera)    | C     | Alex Vicentini            |
| 20 | Italia (bandiera)    | A     | Gianluca Triuzzi          |
| 20 | Italia (bandiera)    | C     | Romeo Papini              |
| 21 | Italia (bandiera)    | A     | Daniel Ciofani            |
| 21 | Italia (bandiera)    | C     | Andrea Luci               |
| 22 | Italia (bandiera)    | P     | Vincenzo Aridità          |
| 22 | Italia (bandiera)    | A     | Nello Russo               |
| 23 | Italia (bandiera)    | D     | Stefano Olivieri          |

| N. |                    | Ruolo | Calciatore            |
| -- | ------------------ | ----- | --------------------- |
| 24 | Italia (bandiera)  | P     | Michele Tardioli      |
| 25 | Italia (bandiera)  | P     | Ciro Polito           |
| 26 | Italia (bandiera)  | D     | Massimo Demartis      |
| 27 | Italia (bandiera)  | A     | Luca Paponetti        |
| 28 | Italia (bandiera)  | P     | Remo Amadio           |
| 29 | Italia (bandiera)  | C     | Simone Felci          |
| 30 | Italia (bandiera)  | A     | Marco Di Matteo       |
| 31 | Italia (bandiera)  | D     | Alessio Spoltore      |
| 31 | Italia (bandiera)  | C     | Daniele Avantaggiato  |
| 32 | Italia (bandiera)  | D     | Stefano Di Bernardino |
| 32 | Italia (bandiera)  | P     | Maichol Di Girolamo   |
| 33 | Italia (bandiera)  | C     | Giovanni Scappaticci  |
| 34 | Italia (bandiera)  | A     | Giuseppe Serao        |
| 35 | Italia (bandiera)  | A     | Ivan Vellucci         |
| 39 | Italia (bandiera)  | D     | Daniele Fruci         |
| 40 | Italia (bandiera)  | C     | Luca Di Matteo        |
| 41 | Italia (bandiera)  | D     | Matteo Ciofani        |
| 42 | Italia (bandiera)  | A     | Mario Pignotti        |
| 43 | Italia (bandiera)  | D     | Emanuele Sembroni     |
| 44 | Albania (bandiera) | A     | Edgar Çani            |
| 45 | Italia (bandiera)  | C     | Giacomo Zappacosta    |
| 46 | Italia (bandiera)  | P     | Fabrizio D'Ettorre    |
| 47 | Italia (bandiera)  | A     | Daniel Mazzella       |
| 48 | Italia (bandiera)  | D     | Stefano Prizzio       |
| 82 | Italia (bandiera)  | C     | Giorgio La Vista      |
| 99 | Italia (bandiera)  | A     | Daniele Vantaggiato   |

## Calciomercato

### Sessione estiva
| Acquisti | Acquisti                  | Acquisti        | Acquisti      |
| R.       | Nome                      | da              | Modalità      |
| -------- | ------------------------- | --------------- | ------------- |
| C        | Simone Felci              | Giulianova      | definitivo    |
| A        | Marco Ferrante            | Ascoli          | definitivo    |
| C        | Andrea De Falco           | Fiorentina      | definitivo    |
| C        | Damiano Moscardi          | L.R. Vicenza    | definitivo    |
| C        | Marco Rigoni              | Ternana         | prestito      |
| P        | Vitangelo Spadavecchia    | Bari            | prestito      |
| D        | Stefano Olivieri          | Giulianova      |               |
| A        | Marco Martini             | Frosinone       | prestito      |
| C        | Filippo Antonelli Agomeri | Chievo          | definitivo    |
| D        | Massimo De Martis         | Torres          |               |
| C        | Romeo Papini              | Ternana         | prestito      |
| C        | Giovanni Scappaticci      |                 | svincolato    |
| D        | Marco Pomante             | Chieti          | fine prestito |
| C        | Davide Caremi             | Virtus Lanciano | fine prestito |
| A        | Luca Paponetti            | Virtus Lanciano | fine prestito |
| C        | Andrea Carozza            | Pisa            | fine prestito |

| Cessioni | Cessioni            | Cessioni        | Cessioni      |
| R.       | Nome                | a               | Modalità      |
| -------- | ------------------- | --------------- | ------------- |
| D        | Modibo Diakité      | Lazio           | definitivo    |
| A        | Fabrizio Cammarata  | Taranto         | definitivo    |
| C        | Davide Caremi       | AlbinoLeffe     | definitivo    |
| D        | Marco Pomante       | Giulianova      | prestito      |
| P        | Vincenzo Aridità    | Pro Vasto       | prestito      |
| D        | Daniele Delli Carri | Foggia          | definitivo    |
| C        | Vincenzo Pepe       | Cremonese       |               |
| A        | Daniel Ciofani      | Celano          | prestito      |
| C        | Luca Tognozzi       | Reggina         | definitivo    |
| A        | Mario Bonfiglio     | Ternana         |               |
| D        | Emanuele Pesaresi   | Triestina       | definitivo    |
| C        | Daniele Croce       | Arezzo          | definitivo    |
| A        | Gianluca Triuzzi    | Virtus Lanciano | prestito      |
| C        | Abderrazzak Jadid   | Brescia         | fine prestito |
| C        | Eder Baù            | Triestina       | fine prestito |
| P        | Vlada Avramov       | L.R. Vicenza    | fine prestito |
| A        | Davide Matteini     | Palermo         | fine prestito |

### Sessione invernale
| Acquisti | Acquisti            | Acquisti | Acquisti |
| R.       | Nome                | da       | Modalità |
| -------- | ------------------- | -------- | -------- |
| A        | Nello Russo         | Crotone  | prestito |
| A        | Daniele Vantaggiato | Crotone  | prestito |
| P        | Ciro Polito         | Catania  | prestito |
| D        | Nicola Mora         | Bari     | prestito |

| Cessioni | Cessioni                | Cessioni      | Cessioni   |
| R.       | Nome                    | a             | Modalità   |
| -------- | ----------------------- | ------------- | ---------- |
| C        | Adolfo Daniele Speranza | Lucchese      | definitivo |
| C        | Andrea Carozza          | Bari          | prestito   |
| D        | Damián Giménez          | Nueva Chicago | definitivo |

## Risultati

### Serie B

#### Girone di andata
| Arbitro: | Tagliavento (Terni) |

|  |           |             |
|  | Marcatori | 80’ Amoroso |

| Arbitro: | Velotto (Catania) |

|                                |           |              |
| Caridi 54’ (rig.) Graziani 82’ | Marcatori | 15’ Ferrante |

| Arbitro: | Salati (Trento) |

|  |           |               |
|  | Marcatori | 88’ Di Vicino |

| Arbitro: | Pierpaoli (Firenze) |

|                                     |           |                                  |
| Pellé 24’ Piccoli 74’ F. Virdis 78’ | Marcatori | 11’, 66’ Andrea Carozza 45’ Luci |

| Pescara 30 settembre 2006, ore 16:00 5ª giornata | Pescara          | 0 – 0 referto | Verona | Stadio Adriatico (3144 spett.)\| Arbitro: \| Iannone (Napoli) \| |
| Arbitro:                                         | Iannone (Napoli) |               |        |                                                                  |

| Arbitro: | Gervasoni (Mantova) |

|                           |           |  |
| Tamburini 34’ Pinardi 45’ | Marcatori |  |

| Arbitro: | Damato (Barletta) |

|                      |           |  |
| 6’ Di Nardo 84’ Lodi | Marcatori |  |

| Pescara 21 ottobre 2006, ore 16:00 8ª giornata | Pescara           | 0 – 0 referto | Vicenza | Stadio Adriatico (2298 spett.)\| Arbitro: \| Celi (Campobasso) \| |
| Arbitro:                                       | Celi (Campobasso) |               |         |                                                                   |

| Arbitro: | Zanzi (Lugo di Romagna) |

|                           |           |                                   |
| Guidetti 61’ Scarlato 88’ | Marcatori | 28’ Carozza 90’ Antonelli Agomeri |

| Arbitro: | Velotto (Catania) |

|                  |           |                              |
| Martini 65’, 87’ | Marcatori | 25’ Beghetto 28’ Acquafresca |

| Arbitro: | Ciampi (Benevento) |

|                 |           |  |
| Nedved 18’, 57’ | Marcatori |  |

| Arbitro: | Lena (Ciampino) |

|                             |           |             |
| Pesaresi 31’ Piovaccari 63’ | Marcatori | 47’ Martini |

| Arbitro: | Pierpaoli (Firenze) |

|  |           |                   |
|  | Marcatori | Calaiò 56’ (rig.) |

| Arbitro: | Damato (Barletta) |

|                                                     |           |              |
| Volpato 3’, 62’ (rig.) Capelli 68’ Floro Flores 85’ | Marcatori | 58’ Gonnella |

| Arbitro: | Saccani (Mantova) |

|  |           |                                                                            |
|  | Marcatori | 30’ Valiani 36’ R. Vitiello 64’ Cascione 77’ (rig.) Ricchiuti 81’ Bischeri |

| Arbitro: | Lena (Ciampino) |

|                        |           |                           |
| Nanni 60’ Cariello 80’ | Marcatori | 58’ Olivieri 66’ De Falco |

| Arbitro: | Squillace (Catanzaro) |

|  |           |                  |
|  | Marcatori | 23’, 50’ Rantier |

| Bergamo 22 dicembre 2006, ore 20:30 18ª giornata | AlbinoLeffe       | 0 – 0 referto | Pescara | Stadio Atleti Azzurri d'Italia (2353 spett.)\| Arbitro: \| Herberg (Messina) \| |
| Arbitro:                                         | Herberg (Messina) |               |         |                                                                                 |

| Arbitro: | Orsato (Schio) |

|                         |           |                |
| Rigoni 49’ (rig.), rig’ | Marcatori | 79’ Forestieri |

| Arbitro: | Celi (Bari) |

|                                 |           |                 |
| Santacroce 40’ Stankevičius 87’ | Marcatori | 63’ Delli Carri |

| Arbitro: | Trefoloni (Siena) |

|                                   |           |                |
| Martini 14’ Antonelli Agomeri 64’ | Marcatori | 12’ Tiribocchi |

#### Girone di ritorno
| Arbitro: | Stefanini (Prato) |

|                            |           |              |
| Brioschi 25’ Marazzina 55’ | Marcatori | 16’ De Falco |

| Pescara 10 febbraio 2007, ore 15:00 23ª giornata | Pescara       | 0 – 0 referto | Mantova | Stadio Adriatico\| Arbitro: \| Ciampi (Roma) \| |
| Arbitro:                                         | Ciampi (Roma) |               |         |                                                 |

| Arbitro: | Velotto (Catania) |

|            |           |                      |
| Scaglia 9’ | Marcatori | 27’, 89’ Vantaggiato |

| Arbitro: | Zanzi (Lugo di Romagna) |

|                 |           |  |
| Vantaggiato 85’ | Marcatori |  |

| Arbitro: | Stefanini (Prato) |

|                        |           |              |
| William 47’ Turati 89’ | Marcatori | 69’ Zoppetti |

| Arbitro: | Brighi (Cesena) |

|                              |           |                                                              |
| Vantaggiato 59’ Rigoni 90+3’ | Marcatori | 27’, 90’ Tamburini 33’ (rig.) Pinardi 45’ Bruno 85’ Sforzini |

| Frosinone 13 marzo 2007, ore 15:00 28ª giornata | Frosinone        | 0 – 0 referto | Pescara | Stadio Benito Stirpe (2878 spett.)\| Arbitro: \| Iannone (Napoli) \| |
| Arbitro:                                        | Iannone (Napoli) |               |         |                                                                      |

| Arbitro: | Salati (Trento) |

|             |           |  |
| Cavalli 64’ | Marcatori |  |

| Arbitro: | Ciampi (Roma) |

|  |           |                           |
|  | Marcatori | 12’ Guzmán 17’ C. Colombo |

| Arbitro: | Zanzi (Lugo di Romagna) |

|              |           |  |
| Russotto 51’ | Marcatori |  |

| Arbitro: | Girardi (San Donà di Piave) |

|  |           |                |
|  | Marcatori | 74’ Birindelli |

| Arbitro: | Lops (Torino) |

|                            |           |  |
| Gonnella 40’ Martini 90+3’ | Marcatori |  |

| Arbitro: | Banti (Livorno) |

|                |           |  |
| Bogliacino 13’ | Marcatori |  |

| Arbitro: | Lena (Ciampino) |

|             |           |                       |
| Martini 79’ | Marcatori | 10’ Croce 42’ Capelli |

| Arbitro: | Lops (Torino) |

|                 |           |                               |
| Pagano 14’, 46’ | Marcatori | 28’ Vantaggiato 70’ Aquilanti |

| Arbitro: | Iannone (Napoli) |

|                            |           |                           |
| N. Russo 33’ Aquilanti 78’ | Marcatori | 6’, 21’ Espinal 27’ Lopez |

| Arbitro: | Herberg (Messina) |

|                             |           |                       |
| Nocerino 16’, 20’ Simon 90’ | Marcatori | 60’ Antonelli Agomeri |

| Arbitro: | Zanzi (Lugo di Romagna) |

|                                 |           |                                        |
| Martini 55’ (rig.) Olivieri 88’ | Marcatori | 47’ Ruopolo 50’ Cristiano 78’ Piantoni |

| Arbitro: | Squillace (Catanzaro) |

|                                 |           |  |
| Milanetto 23’ Adailton 57’, 90’ | Marcatori |  |

| Arbitro: | Pantana (Macerata) |

|             |           |                                           |
| Martini 89’ | Marcatori | 9’ Possanzini 36’ Santacroce 64’ Serafini |

| Arbitro: | Velotto (Catania) |

|                                                       |           |              |
| Tiribocchi 12’ Zanchetta 33’ Vives 36’ Caccavallo 38’ | Marcatori | 83’ Mazzella |

### Coppa Italia
| Arbitro: | Mazzoleni (Bergamo) |

|  |           |                                            |
|  | Marcatori | 7’, 23’ Paponetti 52’ Martini 76’ Zoppetti |

| Arbitro: | Zanzi (Lugo di Romagna) |

|  |           |                               |
|  | Marcatori | 13’, 32’ Zampagna 70’ Ventola |

## Statistiche

### Statistiche di squadra
Statistiche aggiornate al 10 giugno 2007.
| Competizione | Punti         | In casa | In casa | In casa | In casa | In casa | In casa | In trasferta | In trasferta | In trasferta | In trasferta | In trasferta | In trasferta | Totale | Totale | Totale | Totale | Totale | Totale | DR  |
| Competizione | Punti         | G       | V       | N       | P       | Gf      | Gs      | G            | V            | N            | P            | Gf           | Gs           | G      | V      | N      | P      | Gf     | Gs     | DR  |
| ------------ | ------------- | ------- | ------- | ------- | ------- | ------- | ------- | ------------ | ------------ | ------------ | ------------ | ------------ | ------------ | ------ | ------ | ------ | ------ | ------ | ------ | --- |
| Serie B      | 24            | 21      | 4       | 4       | 13      | 17      | 36      | 21           | 1            | 6            | 14           | 19           | 41           | 42     | 5      | 10     | 27     | 36     | 77     | -41 |
| Coppa Italia | Secondo Turno | 1       | 0       | 0       | 1       | 0       | 3       | 1            | 1            | 0            | 0            | 4            | 0            | 2      | 1      | 0      | 1      | 4      | 3      | +1  |
| Totale       | 24            | 22      | 4       | 4       | 14      | 17      | 40      | 22           | 2            | 6            | 14           | 23           | 41           | 44     | 6      | 10     | 28     | 40     | 80     | -40 |